# Carlos Robledo Puch
Carlos Eduardo Robledo Puch (Buenos Aires, 19 de enero de 1952) es un asesino en serie argentino, uno de los mayores criminales de la historia del país. Apodado el Ángel Negro o el Ángel de la Muerte por la prensa, con sólo 19 años fue condenado a reclusión perpetua por diez homicidios calificados, un homicidio simple, una tentativa de homicidio, diecisiete robos, dos raptos y dos hurtos. Cumple prisión efectiva desde 1972.

## Infancia en Olivos
Carlos Eduardo Robledo Puch nació el 19 de enero de 1952, en Buenos Aires, en el seno de una familia tradicional procedente de Salta, los Puch. Desciende de Dionisio Puch y tiene cierto parentesco con Martín Miguel de Güemes. Vivía en Borges, en el barrio de Olivos, Buenos Aires, al cual llegó con sus padres cuando tendría diez años. El padre se llamaba Víctor y trabajaba en General Motors. Era moreno, algo calvo, delgado y ojos rasgados. Carlos se parecía más a la madre, de origen alemán. Era ama de casa y, en verano, vestía a su hijo con pantalones cortos blancos y remeras rayadas. Andaba en la bicicleta de su padre, que le quedaba grande. Carlos era tímido y callado como su madre, quien lo cuidaba mucho. El padre trabajaba todo el día. Los sábados y domingos se lo veía tomar aperitivos con Roberto Caballero en el almacén "El Vasquito", que estaba casa por medio de su domicilio. Compraban con la famosa libreta, así que no era una persona con gran poder adquisitivo.
Carlos jugaba a las bolitas y a las figuritas o a la payana con los chicos del barrio. Estudió piano durante siete años, cosa que nunca le gustó. Cuando comenzó la secundaria fue al Colegio Cervantes, en Florida, Vicente López. También asistió al Instituto Don Orione, Victoria.

## Prontuario delictivo
El día 15 de marzo de 1971, Robledo Puch y su cómplice Ibáñez ingresaron al boliche Enamour (Espora 3285, La Lucila), llevándose 350.000 pesos de la época. Antes de huir, Robledo Puch asesinó al dueño y al sereno del establecimiento con una pistola Ruby mientras dormían.
El 3 de mayo de 1971, a las cuatro de la mañana, Robledo Puch y Jorge Ibáñez ingresaron a un negocio de repuestos de automóviles Mercedes-Benz en Vicente López. Al entrar en una de las habitaciones, encontraron a una pareja y a su hijo recién nacido. Robledo Puch asesinó al hombre de un disparo e hirió a la mujer de la misma forma. Ibáñez intentó violar a la mujer herida -quién sobrevivió y posteriormente testificó en el juicio-. Antes de huir con 400.000 pesos, Robledo Puch disparó a la cuna donde lloraba un bebé de unos diez meses, quien logró quedar con vida (las autoridades no descubrieron si quiso fallar o si de verdad falló).
El siguiente 24 de mayo asesinaron al sereno de un supermercado en Olivos.

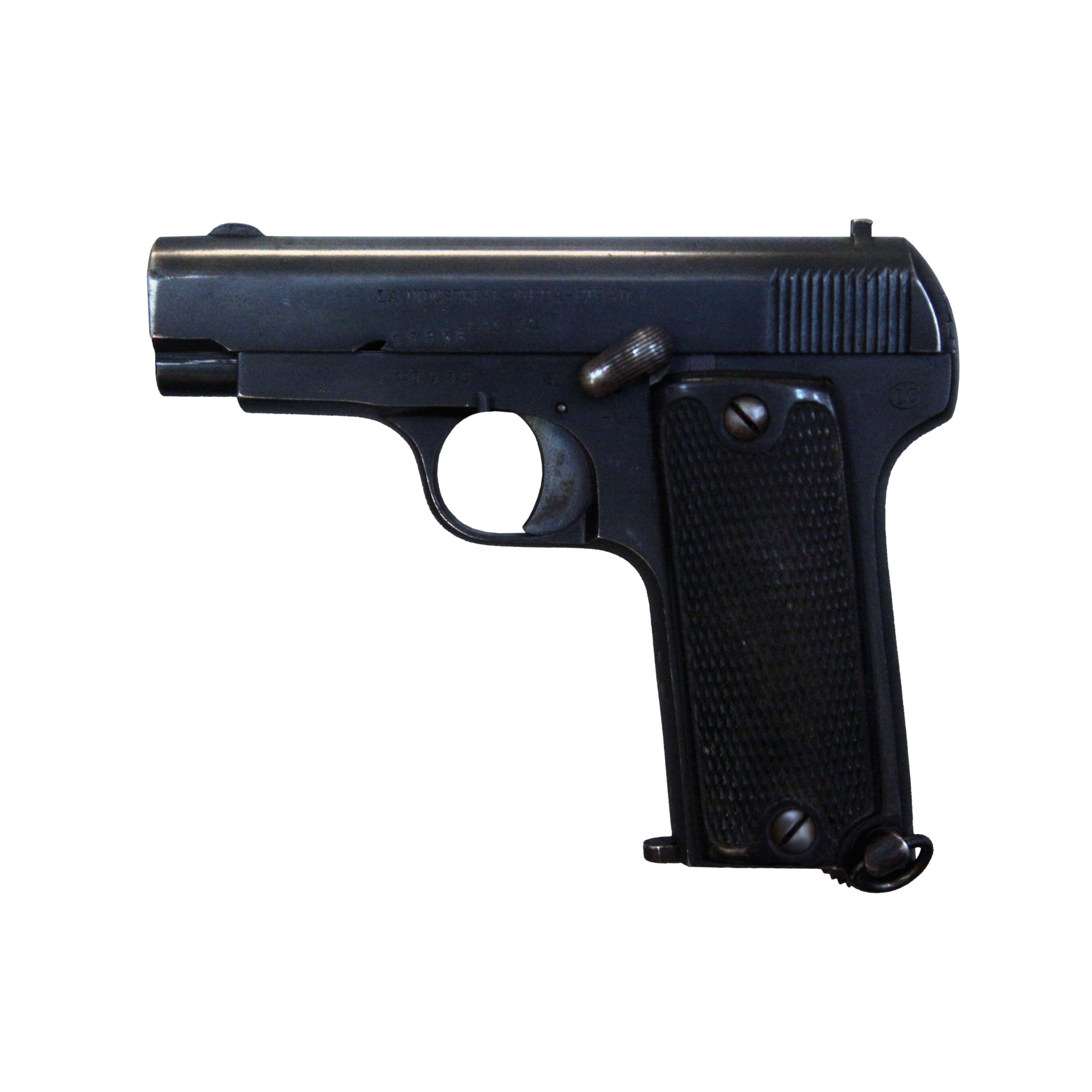
Pistola Ruby calibre.32.

A mediados de junio de ese mismo año, Robledo Puch ejecutó en la ruta a dos jóvenes mujeres que habían sido víctimas de abuso sexual a manos de Ibáñez en el asiento trasero del automóvil de turno.
El día 5 de agosto, en circunstancias bastante dudosas, Ibáñez falleció luego de un accidente automovilístico. Robledo Puch, quien conducía el vehículo, huyó ileso de la escena luego del accidente. Hay quienes sospechan que en realidad Robledo Puch lo asesinó.
Con la muerte de Ibáñez, hubo un receso en la actividad delictiva de Robledo Puch, la cual retomó en noviembre de 1971 junto con su nuevo cómplice, Héctor Somoza. El 15 de ese mismo mes asaltaron un supermercado en Boulogne, acribillando al sereno con una pistola calibre 32 que habían obtenido pocos días antes en el robo a una armería. Dos días después de este hecho, el 17 de noviembre, irrumpieron en una concesionaria de autos y asesinaron al cuidador. Pasada una semana, fue el turno de otra concesionaria en Martínez. Redujeron al sereno, le quitaron las llaves y robaron un millón de pesos. Robledo Puch lo asesinó de un disparo en la cabeza y, luego, hizo lo mismo con su cómplice, al cual le desfiguró la cara y las huellas dactilares con un soplete para evitar que la policía lo reconociera.

## Cronología de sus delitos
Los 11 asesinatos de Robledo Puch (los primeros seis fueron con su cómplice Jorge Ibáñez):
- El 15 de marzo de 1971, asesinaron a tiros al sereno de un boliche de Olivos, Manuel Godoy, y también al encargado de local, Pedro Mastronardi, a los que sorprendieron dormidos.

- El 3 de mayo de 1971, José Bianchi, sereno de una casa de repuestos de Vicente López fue ejecutado a tiros mientras que su esposa fue herida a balazos y violada en el mismo hecho.

- El 24 de mayo de 1971, Juan Scattone, sereno del supermercado Casa Tia, también de Olivos, fue acribillado a balazos y los homicidas brindaron con whisky sobre su cadáver.

- El 13 de junio de 1971, la joven Virginia Rodríguez fue raptada, violada y ejecutada a tiros a la vera de la Carretera Panamericana.

- El 24 de junio de 1971, otra joven, Ana María Dinardo, fue raptada a la salida de un boliche de Olivos, también fue violada y asesinada a balazos en el mismo lugar que Rodríguez.

- El 5 de agosto de 1971, Ibáñez murió en un presunto accidente automovilístico que también involucró a Robledo Puch.

- El 15 de noviembre de 1971, Robledo Puch y su nuevo cómplice Héctor Somoza, asesinaron a Raúl Del Bene, guardia de un supermercado de Boulogne.

- El 17 de noviembre de 1971 acribillaron a Juan Rozas, vigilante de una concesionaria de autos.

- El 25 de noviembre de 1971 asesinaron a otro sereno de agencia de auto, Bienvenido Ferrini.

- El 3 de febrero de 1972 fusilaron a Manuel Acevedo en una ferretería y luego de una pelea Robledo Puch mató de dos balazos a su cómplice Héctor Somoza. Posteriormente Puch le quemó las huellas dactilares y el rostro con un soplete para que no pudieran identificarlo. Ese mismo día la Policía detuvo al múltiple asesino de 20 años quien desde entonces permanece preso, excepto por las 68 horas que estuvo prófugo luego de huir del penal de Olmos en 1973 y ser recapturado.

### Resumen de las víctimas
- Manuel Godoy (23); sereno de una discoteca, asesinado el 15 de marzo de 1971.
- Félix Pedro Mastronardi (35); encargado de la discoteca, asesinado el 15 de marzo de 1971.
- José Bianchi (29); encargado de un local, asesinado el 3 de mayo de 1971.
- Juan Scattone (61); sereno de un comercio, asesinado el 24 de mayo de 1971.
- Virginia Eleuteria Rodríguez (16); asesinada el 13 de junio de 1971.
- Ana María Dinardo (23); modelo, asesinada el 24 de junio de 1971.
- Raúl Del Bene (50); sereno de un comercio, asesinado el 15 de noviembre de 1971.
- Juan Carlos Rozas (65); sereno de una agencia de automotores, asesinado el 17 de noviembre de 1971.
- Bienvenido Serapio Ferrini (63); sereno de una concesionaria, asesinado el 25 de noviembre de 1971.
- Manuel Acevedo (58); sereno de una ferretería, asesinado el 3 de febrero de 1972.
- Héctor Somoza (17); cómplice, asesinado el 3 de febrero de 1972.

Por la muerte de su primer cómplice, Jorge Antonio Ibáñez, de 17 años, quien murió en extrañas circunstancias en un accidente de tránsito en el que Puch también iba en el vehículo el 5 de agosto de 1971, nunca fue juzgado ni condenado y su muerte fue catalogada como accidental.

## Detención

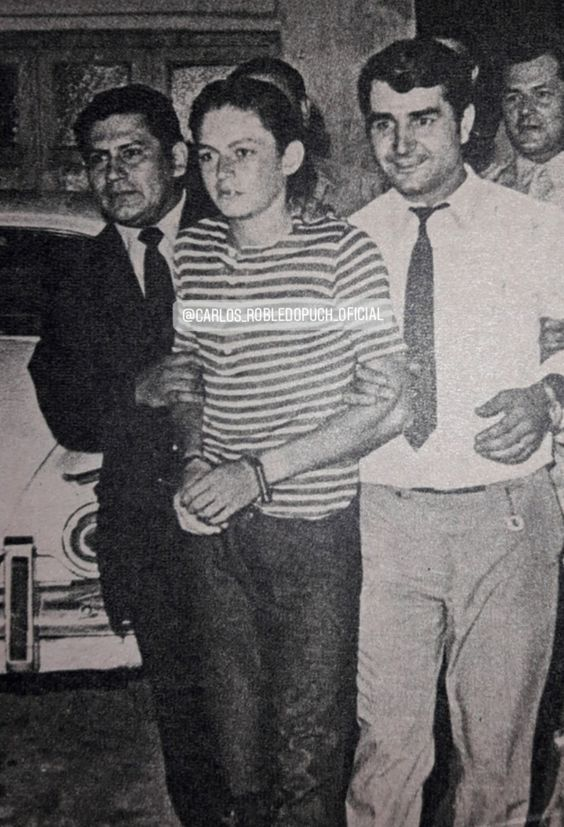
Robledo Puch yendo a realizar la reconstrucción de uno de sus crímenes, escoltado por la policía. 11 de febrero de 1972.

El 3 de febrero, Robledo Puch y Somoza ingresaron en una ferretería de Carupá. Asesinaron al vigilante e intentaron abrir la caja de caudales con las llaves. En una situación confusa, en la que aparentemente Robledo Puch se sobresaltó, asesinó de un disparo a Somoza. Intentando dificultar la tarea de reconocimiento por parte de los investigadores policiales, tomó un soplete y quemó la cara del cadáver de Somoza. Luego de abrir el cofre de caudales con el mismo soplete, recogió el botín y huyó de la escena.
Fue detenido el 4 de febrero de 1972 al encontrarse su cédula de identidad en el bolsillo del pantalón de Somoza. Acababa de cumplir 20 años.

## Juicio, reclusión y actualidad
El 27 de noviembre de 1980 Robledo Puch fue condenado a reclusión perpetua por tiempo indeterminado, la pena máxima en Argentina. Sus últimas palabras ante el tribunal de la Sala 1.ª de la Cámara de Apelaciones de San Isidro fueron: "Esto fue un circo romano y una farsa. Estoy condenado y prejuzgado de antemano".
Llama la atención lo expuesto en la pericia psiquiátrica adjunta en el expediente del juicio a Robledo Puch.
- "Procede de un hogar legítimo y completo, ausente de circunstancias higiénicas y morales desfavorables".
- "Tampoco hubo apremios económicos de importancia, reveses de fortuna, abandono del hogar, falta de trabajo, desgracias personales, enfermedades, conflictos afectivos, hacinamiento o promiscuidad".

En la actualidad, Robledo Puch continúa privado de su libertad en un pabellón del penal de Sierra Chica. Desde julio de 2000 puede solicitar libertad condicional.
El 27 de mayo de 2008, luego de concedida la prisión domiciliaria al odontólogo Ricardo Barreda, Robledo Puch solicitó su libertad condicional. El juez que atendió su solicitud se la denegó por considerar que no se ha reformado de manera positiva en ninguno de los aspectos sociológicos necesarios para vivir en libertad, además de no poseer familiares directos que puedan contenerlo.
El 31 de agosto de 2011 y nuevamente el 30 de octubre de 2013 se le volvió a negar la libertad solicitada.
En noviembre de 2013 pidió que se revisara la sentencia o que lo ejecutaran con una inyección letal, a pesar de que la pena de muerte no puede ser aplicada en Argentina. El pedido no prosperó, pues la Suprema Corte de Justicia de la Provincia de Buenos Aires falló denegando tal beneficio. El 27 de marzo de 2015 la Corte Suprema de Justicia de la Nación rechazó un recurso presentado por Carlos Eduardo Robledo Puch, de, en ese entonces 63 años, contra la sentencia anteriormente mencionada que le denegó la libertad condicional.
También le fue denegada la libertad en marzo de 2016, cuando le preguntaron qué haría si saliese en libertad y Puch amenazó con matar a la expresidenta Cristina Fernández de Kirchner.
El 10 de mayo de 2016, llevando 44 años preso, Robledo Puch salió del penal de Sierra Chica por un día. Fue llevado a la Asesoría Pericial de San Isidro para ser sometido a una serie de pericias médicas, debido a su deteriorada salud. Fue escoltado ida y vuelta por una decena de efectivos.
Ya se cumplieron 50 años desde su detención.

## En la cultura popular
- Robledo Puch fue apodado por varios medios periodistas argentinos como el Ángel Negro o el Ángel de la Muerte, debido a la crudeza con la que realizó sus crímenes a tan corta edad.

- Recordada fue la portada del reconocido diario sensacionalista Crónica, el cual una vez conocida la noticia de su aprehensión tituló en mayúsculas: "Chacal: Mató a 12 y por la espalda". La portada fue acompañada por una foto de Robledo Puch con un epígrafe que rezaba: "Así mira una fiera".[8]

- El 9 de agosto de 2018 se estrenó en Argentina la película El Ángel, basada en la historia criminal de Carlos Robledo Puch. Estuvo dirigida por Luis Ortega y protagonizada por Lorenzo Ferro, joven actor debutante en la pantalla grande, quien interpretó al asesino serial. El reparto fue completado con el Chino Darín, Peter Lanzani, Mercedes Morán, Daniel Fanego, Cecilia Roth entre otros.